# اچ‌ام‌اس الجراین (۱۸۱۰)
اچ‌ام‌اس الجراین (۱۸۱۰) (به انگلیسی: HMS Algerine (1810)) یک کشتی بود که طول آن ۸۲ فوت ۱۰ اینچ (۲۵٫۲ متر) بود. این کشتی در سال ۱۸۱۰ ساخته شد.